# Liste von Persönlichkeiten aus Tremona
Diese Liste enthält in Tremona geborene Persönlichkeiten und solche, die in Tremona ihren Wirkungskreis hatten, ohne dort geboren zu sein. Die Liste erhebt keinen Anspruch auf Vollständigkeit.

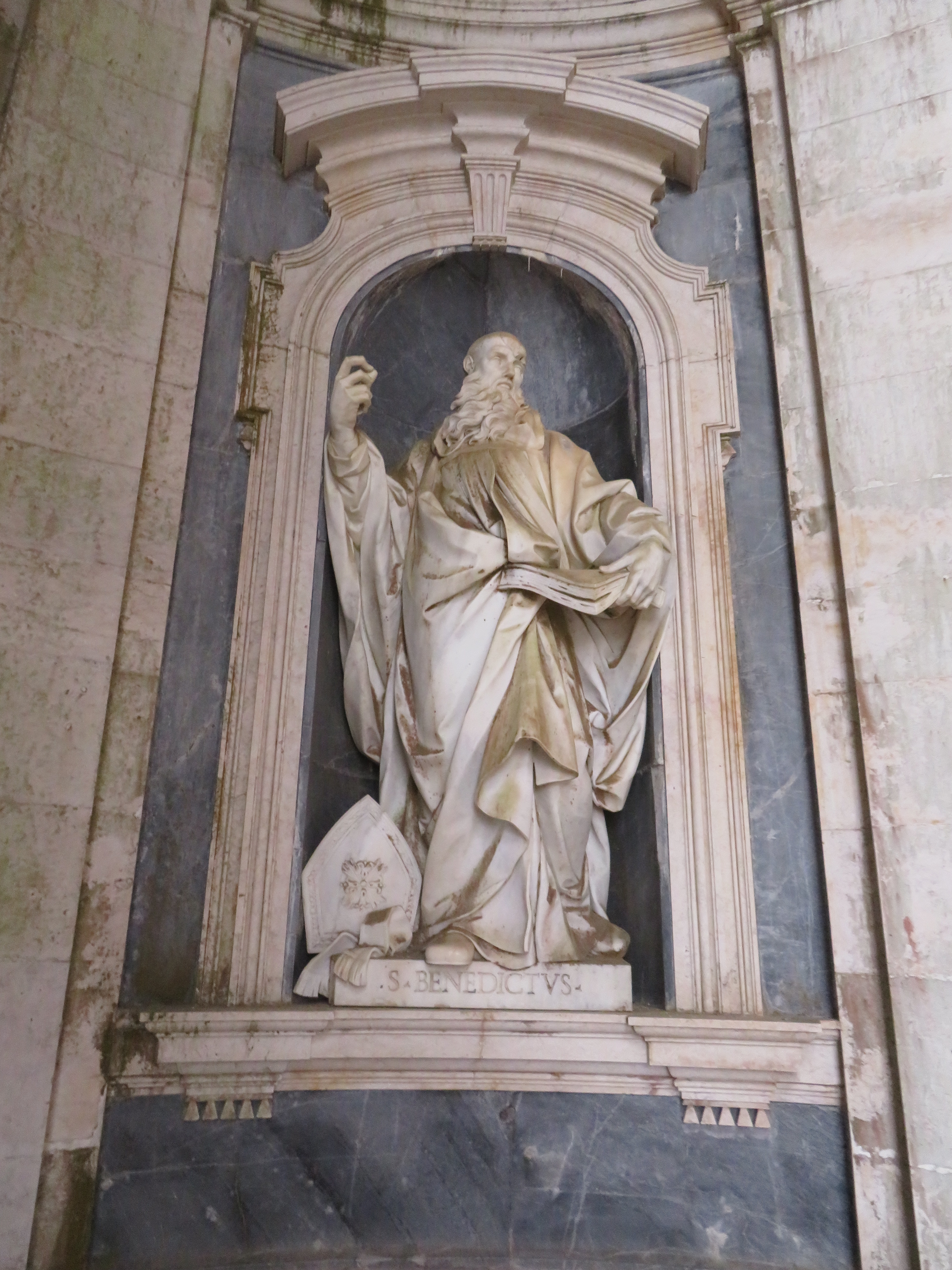
Giuseppe Rusconi: Statue von Benedikt von Nursia, Palácio Nacional de Mafra

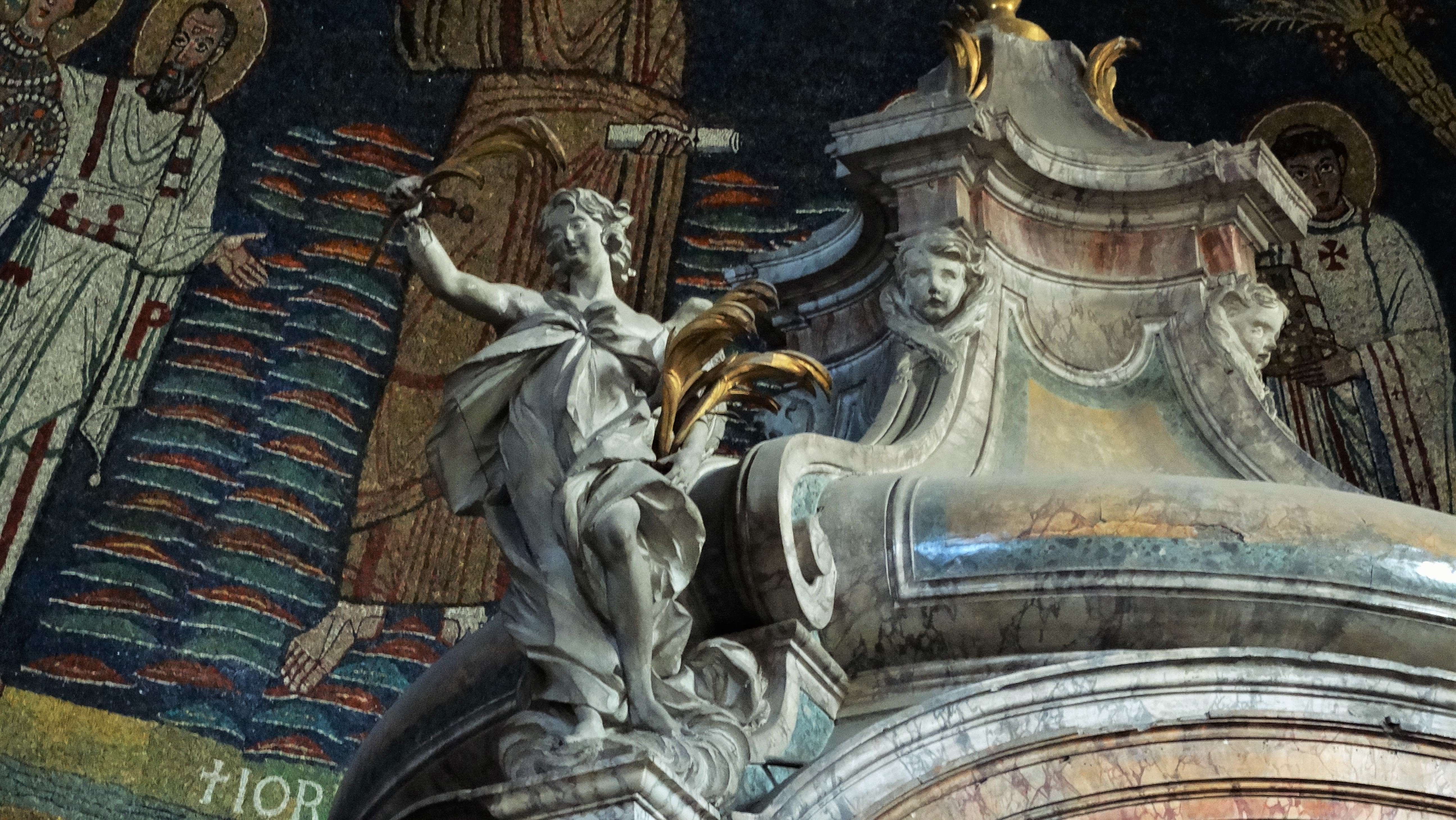
Giuseppe Rusconi: Engel, Kirche Santa Prassede, Rom

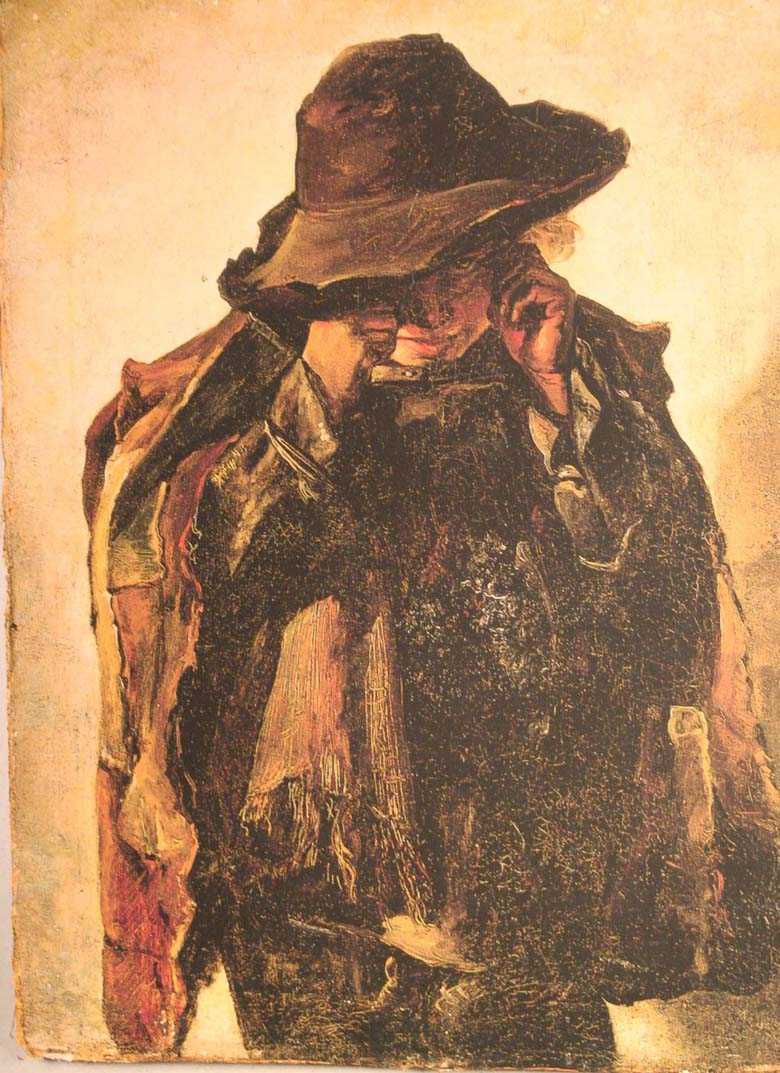
Antonio Rinaldi: Spazzacamino piangente ?

## Persönlichkeiten
(Sortierung nach Geburtsjahr)
- Künstlerfamilie Andreazzi. 
  - Lorenzo Andreazzi (* um 1670 in Tremona; † nach 1700 ebenda ?), Stuckateur[1]
  - Giuseppe Andreazzi (* um 1710 in Tremona; † nach 1754 ebenda ?), Architekt in Bressana Bottarone[1][2]
  - Silvestro Antonio Andreazzi (* um 1710 in Tremona; † nach 1754 ebenda ?), Stuckateur[1]
  - Pietro Andreazzi (* um 1720 in Tremona; † nach 1765 ebenda ?), Bildhauer in Pavia[3][1]
  - Giovan Pietro Antonio Andreazzi (* um 1740 in Tremona; † nach 1785 ebenda ?), Sohn von Pietro, Bildhauer in Pavia[3][1]

- Familie Rusconi. [4]
  - Camillo Rusconi (* 14. Juli 1658 in Mailand; † 8. Dezember 1728 in Rom), Bildhauer[5][6]
  - Giuseppe Rusconi (* 1668 in Tremona; † 1758 in Rom), Bildhauer, Schüler und Mitarbeiter des Camillo Rusconi. Im Palácio Nacional de Mafra in der portugiesischen Stadt Mafra, werden ihm zwei Statuen von Heiligen, Ordensgründern, für das Atrium zugeschrieben. Giusepper wurde 1728 Nachfolger seines Meisters und war in Rom tätig in den Petersdom, Sant’Ignazio, Lateranbasilika, Santa Prassede und am Pantheon. Mitglied der Akademie von San Luca[7][4]
  - Venanzio Rusconi (* um 1680 in Tremona; † nach 1714 ebenda), Maler, er malte 1714 die Kapelle des Baptisteriums der Pfarrkirche in Morcote[4]
  - Giuseppe Rusconi (* 9. November 1687 in Tremona; † 1737 ? in Rom), Künstler, Bildhauer. Schüler und Mitarbeiter von Camillo Rusconi (nicht verwandt) in Rom.[8]

- Künstlerfamilie Rinaldi. [9]
  - Giuseppe Rinaldi (* um 1680 in Tremona; † in Herne ?), Stuckateur, Architekt[10]
  - Antonio Rinaldi (Architekt) (1709–1794), Architekt und Innenarchitekt
  - Antonio Rinaldi (* 20. November 1816 in Tremona; † 27. September 1875 ebenda), Künstler, Maler, Freskenmaler und Zeichner. Er malte Religiöse und Genremalerei, Porträts, Interieurs, Stillleben und Landschaften[11][12][13]

- Louise Weitnauer (1881–1957), Malerin, Zeichnerin und Lithografin schuf Wandbild. Sie war Mitglied der Künstlerinnenverein in München. Sie malte Landschaften, Blumenbilder und lebte und arbeitete während des Ersten Weltkrieges in Tremona
- Max Weiss (1921–1996), Schweizer Bronze- und Steinbildhauer schuf Zeichnung
- Walter Matthias Diggelmann (1927–1979), Schriftsteller
- Petra Weiss (Bildhauerin) (* 21. August 1947 in Cassina d’Agno), Tochter von Max Weiss, Keramikerin, Performance, Bildhauerin[14][15][16]